# Coupe de Biélorussie de football 2005-2006
Navigation
Coupe de Biélorussie 2004-2005 Coupe de Biélorussie 2006-2007
La Coupe de Biélorussie 2005-2006 est la 15e édition de la Coupe de Biélorussie depuis la dissolution de l'URSS. Elle prend place entre le 14 juin 2005 et le 27 mai 2006, date de la finale au stade Dinamo de Minsk.
Un total de 46 équipes prennent part à la compétition, cela inclut l'intégralité des clubs de la saison 2005 des trois premières divisions biélorusses, à l'exception des équipes réserves, auxquelles s'ajoutent trois équipes amateurs ayant remporté leurs coupes régionales respectives, les qualifiant ainsi pour la coupe nationale.
La compétition suivant un calendrier sur deux années, contrairement à celui des championnats biélorusses qui s'inscrit sur une seule année, celle-ci se trouve de fait à cheval entre deux saisons de championnat ; ainsi pour certaines équipes promues ou reléguées durant la saison 2005, la division indiquée peut varier d'un tour à l'autre.
Le BATE Borisov remporte sa première coupe nationale à l'issue de la compétition au détriment du Chakhtior Salihorsk. Cette victoire permet au club de se qualifier pour le premier tour de qualification de la Coupe UEFA 2006-2007.

## Seizièmes de finale
Les équipes de la première division 2005 font leur entrée à partir de ce tour.
| Date            | Locaux                       | Score | Visiteurs                      |
| --------------- | ---------------------------- | ----- | ------------------------------ |
| 23 juillet 2005 | Smena Minsk (D2)             | 1 - 2 | (D1) MTZ-RIPA Minsk            |
| 23 juillet 2005 | Spartak Chklow (D3)          | 0 - 1 | (D1) BATE Borisov              |
| 24 juillet 2005 | FK Horki (D3)                | 1 - 3 | (D1) Nioman Hrodna             |
| 24 juillet 2005 | Kommounalnik Slonim (D2)     | 0 - 2 | (D1) Dniepr Mahiliow           |
| 24 juillet 2005 | Veras Niasvij (D2)           | 1 - 0 | (D1) Dniepr-Transmach Mahiliow |
| 24 juillet 2005 | FK Biaroza (D2)              | 1 - 3 | (D1) Zvyazda-BDU Minsk         |
| 24 juillet 2005 | Torpedo-Kadino Mahiliow (D2) | 1 - 2 | (D1) Dinamo Brest              |
| 24 juillet 2005 | FK Smarhon (D2)              | 1 - 2 | (D1) Slavia Mazyr              |
| 24 juillet 2005 | Khimik Svietlahorsk (D2)     | 2 - 0 | (D1) Daryda Minsk Rayon        |
| 24 juillet 2005 | Lokomotiv Vitebsk (D2)       | 2 - 4 | (D1) Dinamo Minsk              |
| 24 juillet 2005 | FK Lida (D2)                 | 1 - 2 | (D1) FK Homiel                 |
| 24 juillet 2005 | DUSC Kirovsk (A)             | 0 - 4 | (D1) Lokomotiv Minsk           |
| 24 juillet 2005 | Vedrytch-97 Retchytsa (D2)   | 1 - 4 | (D1) Naftan Novopolotsk        |
| 24 juillet 2005 | FK Orcha (D2)                | 2 - 8 | (D1) Torpedo Jodzina           |

## Huitièmes de finale
| Date              | Locaux                   | Score                  | Visiteurs                |
| ----------------- | ------------------------ | ---------------------- | ------------------------ |
| 21 septembre 2005 | Zvyazda-BDU Minsk (D1)   | 3 - 1                  | (D1) Nioman Hrodna       |
| 21 septembre 2005 | Naftan Novopolotsk (D1)  | 0 - 4                  | (D1) Dinamo Minsk        |
| 21 septembre 2005 | FK Baranavitchy (D2)     | 2 - 1                  | (D2) FK Polotsk          |
| 21 septembre 2005 | Khimik Svietlahorsk (D2) | 1 - 0                  | (D2) Veras Niasvij       |
| 21 septembre 2005 | MTZ-RIPA Minsk (D1)      | 2 - 3                  | (D1) Chakhtior Salihorsk |
| 21 septembre 2005 | Dinamo Brest (D1)        | 2 - 0 ap               | (D1) Lokomotiv Minsk     |
| 21 septembre 2005 | BATE Borisov (D1)        | 2 - 2 ap (12 - 11 tab) | (D1) Slavia Mazyr        |
| 21 septembre 2005 | FK Homiel (D1)           | 1 - 0                  | (D1) Torpedo Jodzina     |

## Quarts de finale
Les matchs aller sont joués le 1er avril 2006 tandis que les matchs retour sont joués le 5 avril 2006.
| Équipe 1               | Score | Équipe 2                 | Aller | Retour |
| ---------------------- | ----- | ------------------------ | ----- | ------ |
| Zvyazda-BDU Minsk (D2) | 6 - 1 | (D2) FK Baranavitchy     | 4 - 1 | 2 - 0  |
| FK Homiel (D1)         | 5 - 1 | (D2) Khimik Svietlahorsk | 5 - 1 | 0 - 0  |
| Dinamo Minsk (D1)      | 0 - 2 | (D1) Chakhtior Salihorsk | 0 - 1 | 0 - 1  |
| Dinamo Brest (D1)      | 0 - 1 | (D1) BATE Borisov        | 0 - 0 | 0 - 1  |

## Demi-finales
Les matchs aller sont joués le 10 avril 2006 tandis que les matchs retour sont joués le 14 avril 2006.
| Équipe 1                 | Score  | Équipe 2               | Aller | Retour |
| ------------------------ | ------ | ---------------------- | ----- | ------ |
| Chakhtior Salihorsk (D1) | 1E - 1 | (D1) FK Homiel         | 0 - 0 | 1 - 1  |
| BATE Borisov (D1)        | 7 - 1  | (D2) Zvyazda-BDU Minsk | 3 - 1 | 4 - 0  |

## Finale
| Entraîneur :        |
| Vladimir Guevorkian |

| Entraîneur :     |
| Igor Kriouchenko |

| Entraîneur :        |
| Vladimir Guevorkian |

| Entraîneur :     |
| Igor Kriouchenko |